# Летки (Киевская область)
Ле́тки (в эпоху Средневековья Ле́тковичи, Вели́кие Ле́тковичи, Вели́кие Ле́тки, укр. Літки, Літковичі, Великі Літковичі, Великі Літки) — село (с XVII века до 1923 года — местечко) на Украине, на историческом Подесенье, в составе Зазимской сельской общины Броварского района Киевской области.

## История
Первое упоминание — под 1426 годом. По некоторым данным, Литки (Летковичи) вместе с соседним Зазимовьем (ныне Зазимье) основаны в 1128 году удельным остерским (городец-остерским) князем Всеволодом Давидовичем Городецким — зятем великого князя Владимира Мономаха (мужем дочери последнего Агафьи).

Эти земли принадлежали киевским монастырям, на которых издревле жили летковские бояре и дворянство. Уже в средние века здесь были развиты ремёсла. Они были объединены в цеховое церковное братство Святого Николая Чудотворца. При церкви Святого Николая Чудотворца (позднее Покровской) сохранилось знаменитое Летковское Евангелие — одно из четырёх известных волынских рукописных Евангелий XVI века (три других — Пересопницкое, Волынское и Хорошевское) полностью или частично написанных западнорусским языком. В XX веке Летковское Евангелие исчезло, хотя ходят слухи, что оно было спрятано местными жителями.
В XIX веке село Летки было волостным центром Летковской волости Остерского уезда Черниговской губернии.
В 1974 году церковь Святого Николая Чудотворца сгорела. На месте храма были построены склады. Но силами верующих людей были собраны средства для того, чтобы купить дом и восстановить в нём церковь.

Позднее была возведена новая Покровская церковь УПЦ КП, которая была освящена 11 октября 2015 года.
В селе родился Герой Советского Союза Григорий Костенко.

## Галерея

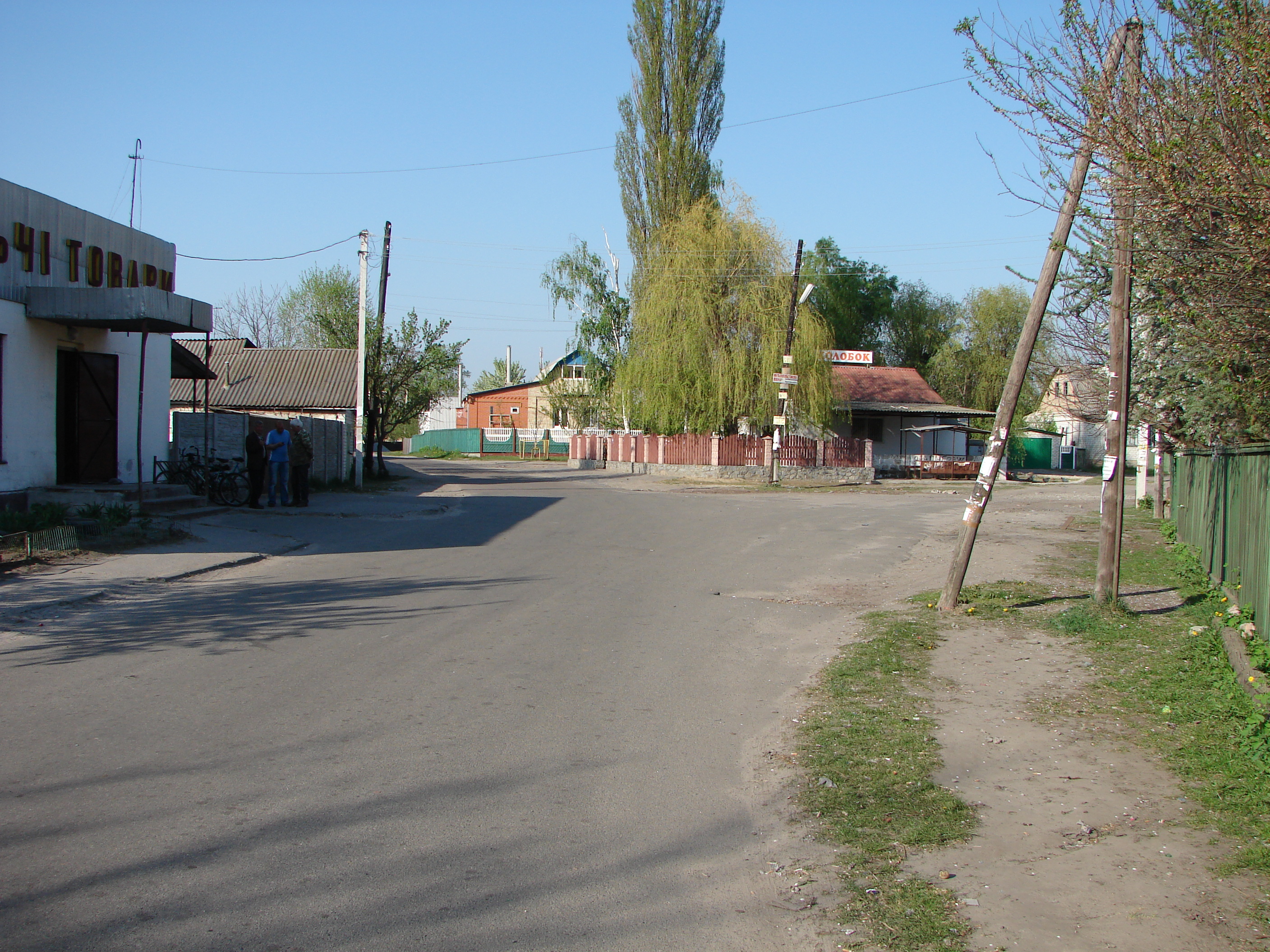
На улице села
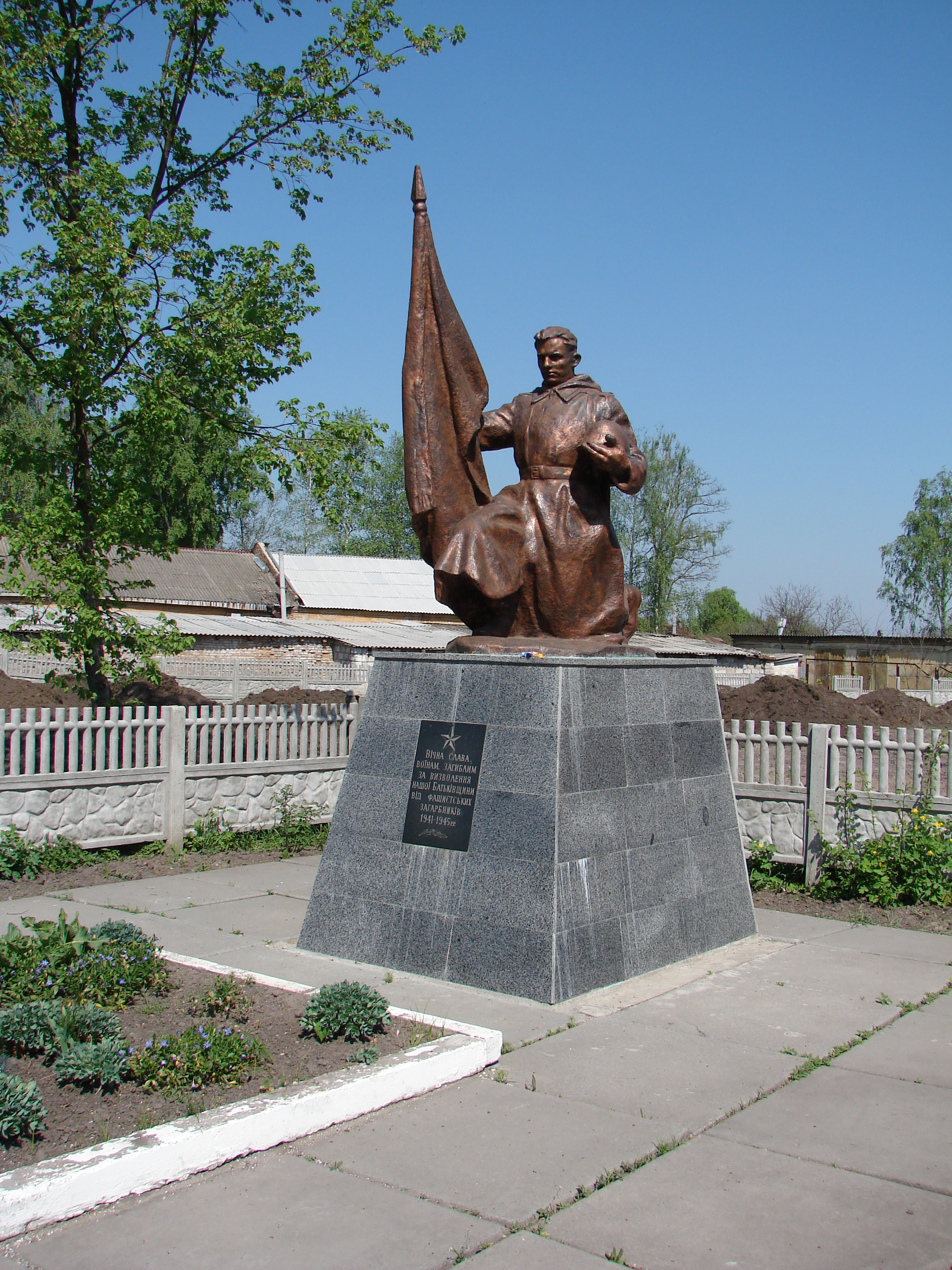
Памятник погибшим в Великой Отечественной войне
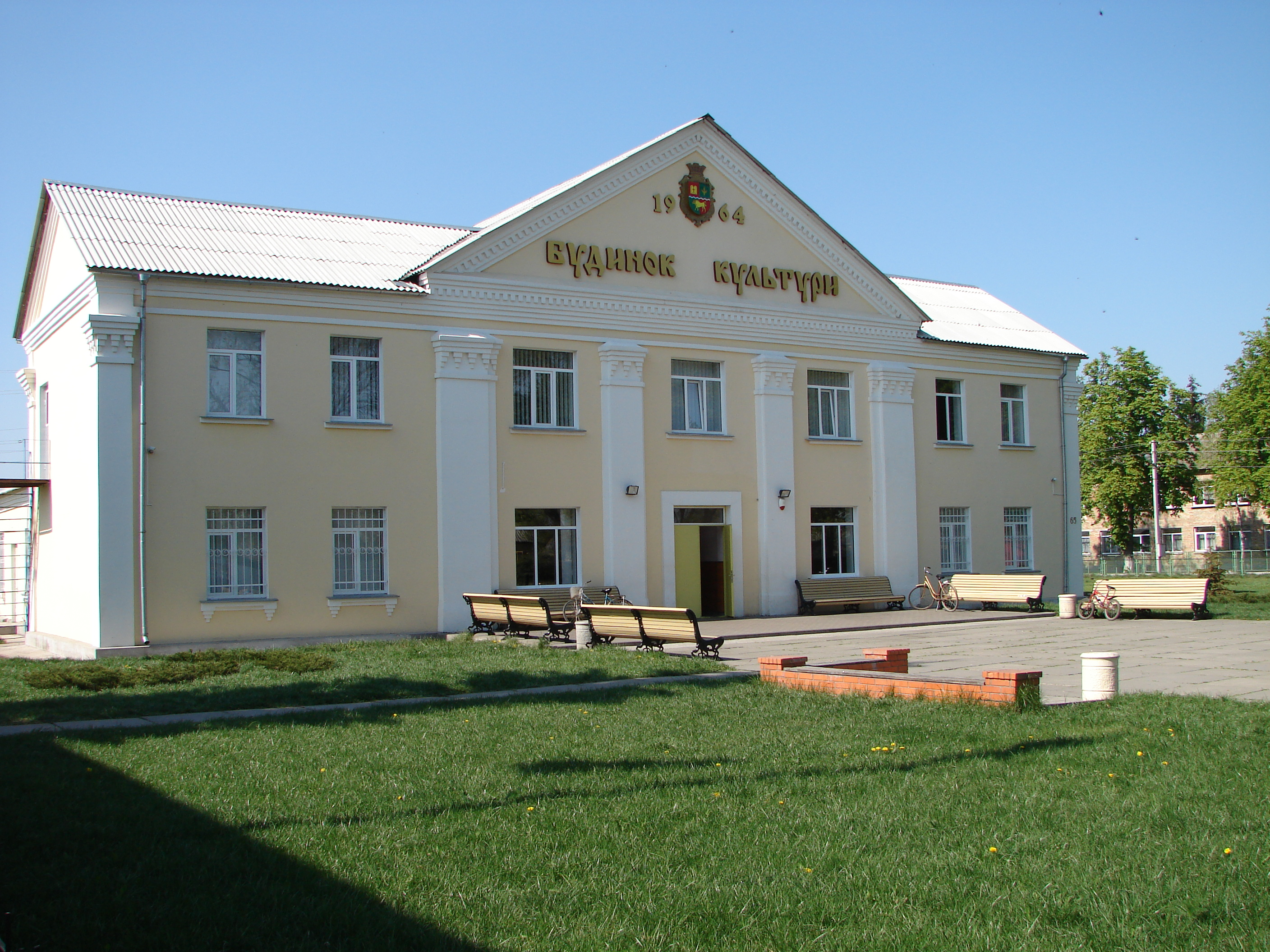
Дом культуры
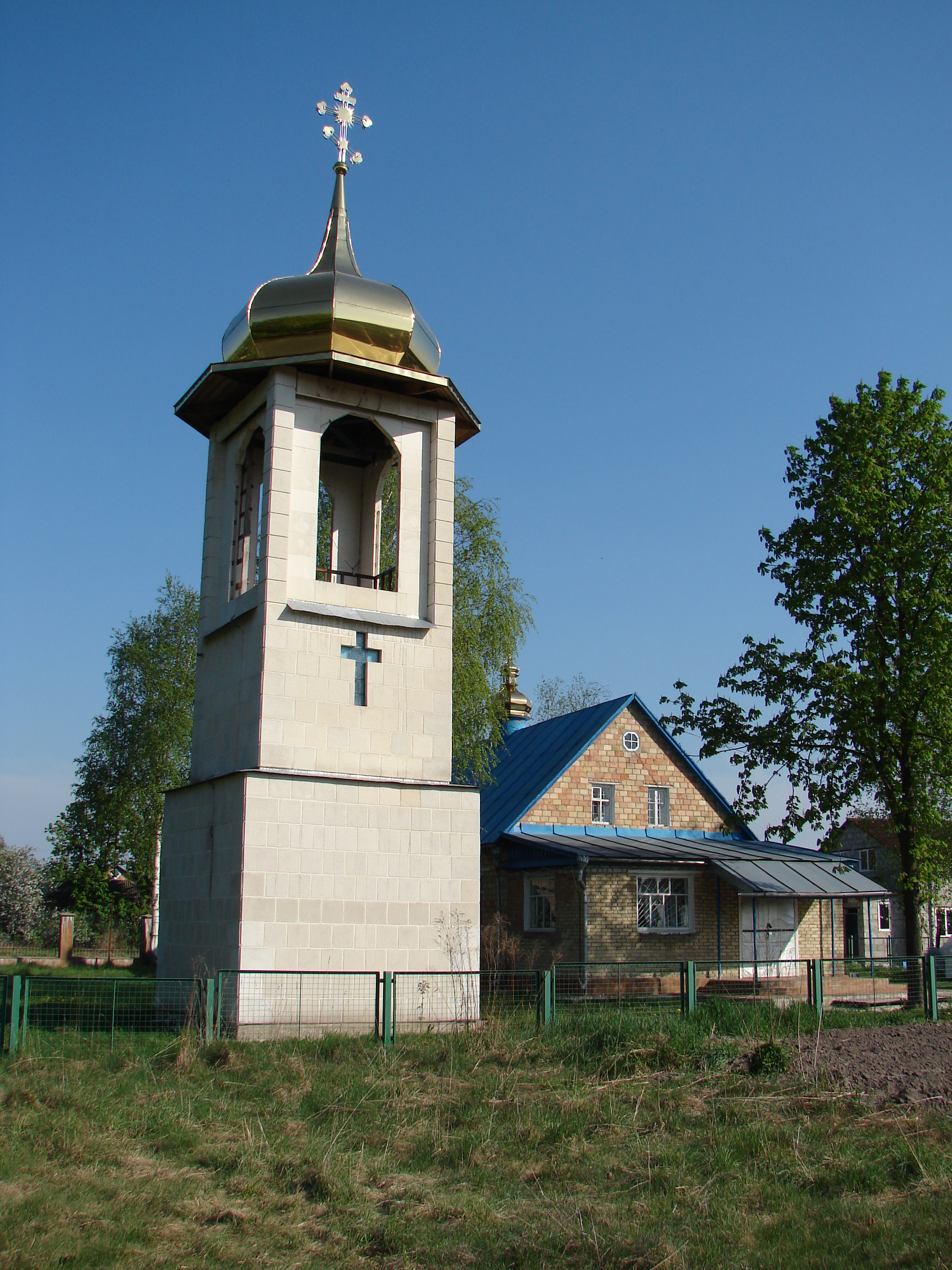
Николаевская церковь УПЦ МП
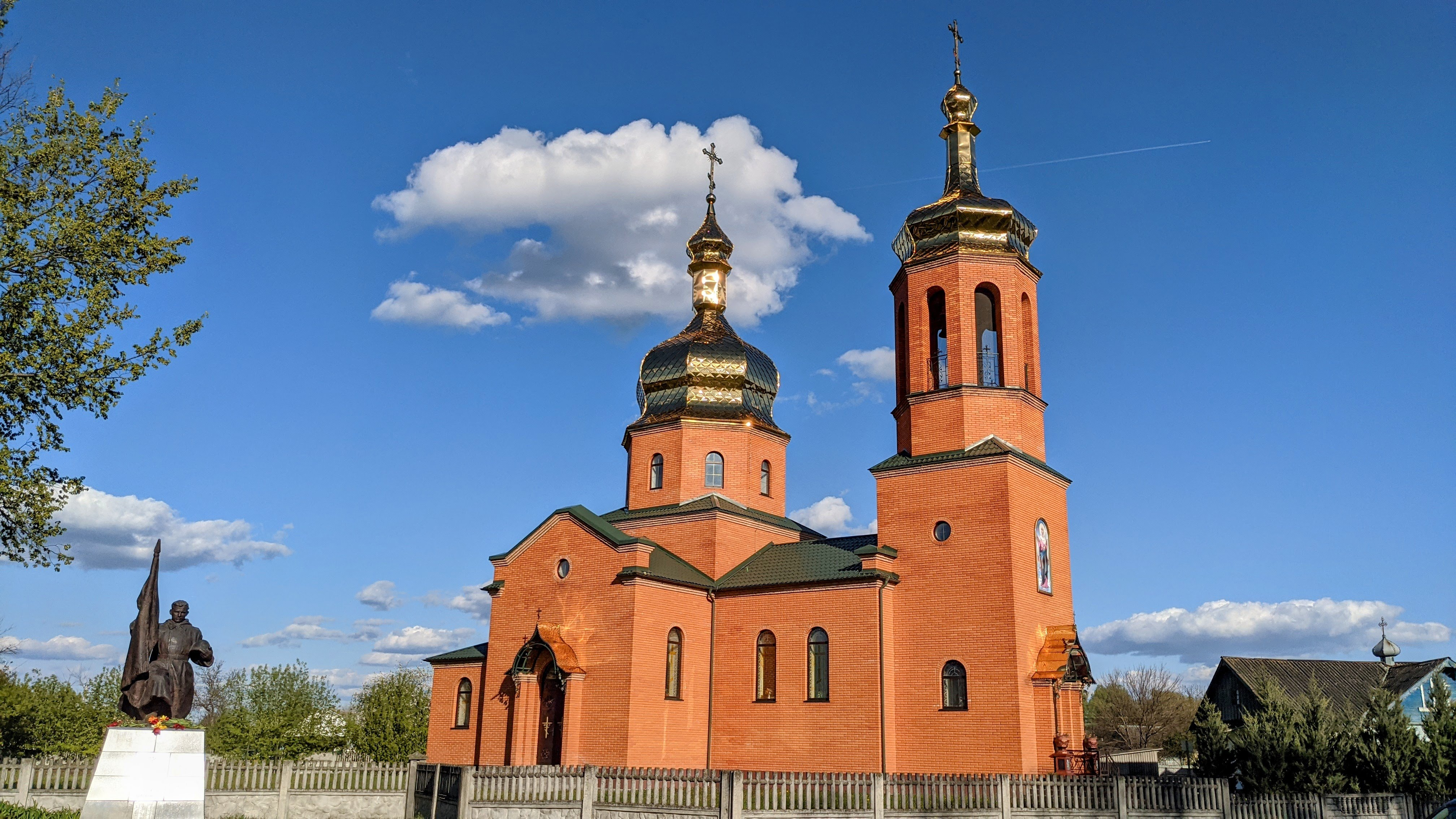
Покровская церковь ПЦУ